# Spellfire
 (janvier 2023).
En 1994, TSR crée Spellfire, un jeu de cartes à collectionner.
La particularité de ce jeu venait de l'exploitation de la licence de Donjons et Dragons : les cartes représentaient donc souvent des lieux, des objets ou des personnages célèbres des différents mondes de Donjons et Dragons. Par exemple, pour les personnages : Elminster (Royaumes oubliés) ou Tasslehoff Raclepieds (Lancedragon).
Le jeu périclite jusqu'à la fin des années 1990 où le rachat de TSR par Wizards of the Coast marquera l'arrêt officiel de ce jeu. Toutefois, des fans ont repris le flambeau et sorti, très officiellement, plusieurs nouvelles extensions sous la forme de stickers à imprimer et coller sur de vieilles cartes, ainsi qu'un logiciel pour jouer des parties en lignes, le tout avec l'accord de Wizards of the Coast.